# 築地博
築地 博（つきじ ひろし、1912年3月2日 - 没年不明）は、日本の俳優。

## 人物
新東宝を経てエム・スリーに所属していた。
時代劇を中心に出演。端役を多数演じた。

## 出演作品

### 映画
- 子供と兵隊（1939年9月26日、東宝映画）
- 続蛇姫様（1940年8月14日、東宝映画） - 小道具方
- 燃ゆる大空（1940年9月25日、東宝映画）
- 旅役者（1940年12月18日、東宝映画） - 一座の人
- エノケンの金太売り出す（1941年、東宝映画） - 裏方
- 若い先生（1942年3月20日、東宝映画） - その兄
- 愛の世界 山猫とみの話（1943年1月14日、東宝映画） - 上沢（青年団）
- 秘めたる覚悟（1943年11月18日、東宝映画） - 民造
- 破戒（1946年、東宝映画） - 古井（教員）
- 唄まつり百万両（1948年7月11日、新東宝） - 太郎作（駕篭屋）
- 鍋島怪猫伝（1949年8月23日、新東宝） - 番頭
- 孔雀の園（1951年1月3日、新東宝） - 輪タク屋
- 明日はどっちだ（1953年7月18日、新東宝）
- 悲恋まむろ川（1954年10月5日、新東宝） - 勘八
- 初笑い寛永御前試合（1953年12月28日、新東宝） - 笹尾喜内
- 力道山の鉄腕巨人（1954年12月13日、新東宝）
- 明治一代女（1955年1月22日、新東宝）
- アツカマ氏とオヤカマ氏（1955年7月19日、新東宝） - 酒屋の主人
- 下郎の首（1955年7月26日、新東宝） - 豊作（百姓）
- 森繁のデマカセ紳士（1955年9月6日、新東宝） - 他の劇場支配人
- 次郎物語（1955年10月25日、新東宝） - 直吉
- 風流交番日記（1955年11月8日、新東宝）
- 息子一人に嫁八人（1955年12月6日、新東宝） - ある果実屋の主人
- 若人のうたごえ（1955年12月27日、新東宝） - 池田（ミキサー屋）
- 何故彼女等はそうなったか（1956年2月5日、新東宝） - うちわ屋の主人
- ノイローゼ兄さんガッチリ娘（1956年4月18日、新東宝） - 署長
- 金語楼の兵隊さん（1956年5月11日、新東宝） - 落語家
- 検事とその妹（1956年5月18日、新東宝） - 執達吏
- 女真珠王の復讐（1956年7月5日、新東宝） - ホテルボーイ
- 阿修羅三剣士（1956年7月20日、新東宝） - 笹尾喜内
- 女大学野球狂時代（1956年7月26日、新東宝） - 職人の伍助
- 怪異宇都宮釣天井（1956年9月19日、新東宝）
- 鉄血の魂（1956年10月1日、新東宝） - 曲ちゃん
- 風雲急なり大阪城 真田十勇士総進軍（1957年2月27日、新東宝）
- 明治天皇と日露大戦争（1957年4月29日、新東宝） - 新聞屋
- 金語楼の天晴運転手物語（1956年10月21日、新東宝） - 北村三造
- 海の三等兵（1957年1月13日、新東宝） - 百姓
- 関八州大利根の対決（1957年1月27日、新東宝） - 鍋八
- 姫君剣法 謎の紫頭巾 （1957年2月12日、新東宝） - 玉木軍兵
- 警察官（1957年2月20日、新東宝） - 朝釣りの男
- 体当り殺人狂時代（1957年3月3日、新東宝） - マッサージの客
- 人形佐七捕物帳（新東宝）
  - 人形佐七捕物帖 大江戸の丑満時（1957年4月17日） - 瓦版売り
  - 人形佐七捕物帖 花嫁殺人魔（1957年12月28日） - 瓦版売り
  - 人形佐七捕物帖 浮世風呂の死美人（1958年6月1日） - お品の父
  - 人形佐七捕物帖 裸姫と謎の熊男（1959年12月13日） - 夜廻り伊太八
- 日米花嫁花婿取替合戦（1957年4月23日、新東宝） - 小使
- 怒濤の兄弟（1957年6月5日、新東宝） - 酒を飲む男
- 風雲天満動乱（1957年6月26日、新東宝） - 囚人
  - 続風雲天満動乱 完結篇（1957年7月3日、新東宝） - 囚人
- 憲兵とバラバラ死美人（1957年8月6日、新東宝） - 酒井
- 荒海の王者（1957年9月1日、新東宝） - 留さん
- スーパージャイアンツ（1957年、新東宝） - 運転手
  - 鋼鉄の巨人 怪星人の魔城（10月1日）
  - 鋼鉄の巨人 地球滅亡寸前（10月8日）
- 妖蛇荘の魔王（1957年10月22日、新東宝） - 患者
- 関八州喧嘩陣（1958年2月4日、新東宝） - 馬方
- 女王蜂（1958年2月15日、新東宝） - 仙吉
- 色競べ五人女（1958年3月9日、新東宝） - 茶坊主
- 天皇・皇后と日清戦争（1958年3月14日、新東宝） - 世話人
- 天下の副将軍 水戸漫遊記（1958年4月28日、新東宝） - 片桐家下郎
- ソ連脱出 女軍医と偽狂人（1958年8月31日、新東宝） - 遠藤
- 女王蜂の怒り（1958年12月28日、新東宝） - 祭りの世話役
- 南部騒動 姐妃のお百（1959年4月10日、新東宝） - 宿の主人
- 怪談鏡ケ淵（1959年7月1日、新東宝） - 喜平
- 東海道四谷怪談（1959年7月1日、新東宝）
- 復讐秘文字峠（前後篇）（1959年8月15日、新東宝） - 菊川万之助
- 九十九本目の生娘（1959年9月12日、新東宝）
- 金語楼の海軍大将（1959年12月27日、新東宝） - 中緑発
- 美男買います（1960年2月21日、新東宝） - 源吉（ユミ子の父）
- 黄線地帯 イエローライン（1960年4月29日、新東宝） - ビルの管理人
- 女王蜂と大学の龍（1960年9月1日、新東宝） - ライター売り
- 社長野郎ども（1960年11月5日、新東宝） - 秘書
- 思春の波紋（1960年、新東宝） - 健三
- 誰よりも金を愛す（1961年2月2日、新東宝） - 石田
- 火線地帯（1961年5月24日、新東宝） - 競輪場の客
- 可愛い悪魔 このまま殺して（1965年10月、大蔵映画） - 浜本
- 黒幕（1966年2月19日、松竹） - 研究所の守衛
- 好色マンション (秘)室（1968年10月、大蔵映画）
- 日本性犯罪史 白昼の暴行鬼（1968年11月、六邦映画）
- 猟色の罠（1968年、プロダクション鷹） - 医師
- 陽のあたる坂道（1975年11月1日、東宝） - 弥五郎
- 大地の子守唄（1976年6月12日、松竹）
- 蕾の眺め（1986年4月26日、にっかつ） - 老人ホームの老人

### テレビドラマ

#### NHK
- 鞍馬天狗（1969年）
- 銀河ドラマ / 霧の旗 第3話（1972年） - 酔漢
- 赤ひげ 第19話「ひとり」（1973年）
- 大河ドラマ
  - 勝海舟 第2話「武州徳丸ヶ原」、第7話「虫けら」（1974年） - そばや
  - 黄金の日日（1978年） - 大和屋
  - 獅子の時代 第18話「光と影」（1980年） - そば屋
  - 峠の群像 第35話「素良と男ふたり」（1982年） - 旦那衆
  - 山河燃ゆ 第39話「モニター （モニターは米軍の手先なのか）」（1984年） - 岡田啓介、星野直樹
- 連続テレビ小説 / 雲のじゅうたん 第92話（1976年）
- NHK特集 / 日本の戦後（1977年）
  - 第7集「退陣の朝 革新内閣の九ヶ月」
  - 第8集「審判の日 極東国際軍事裁判」
- ドラマ人間模様 / 事件
  - 事件（1978年）
  - 続・続 事件 月の景色 第1、4話（1980年）
  - 新・事件 わが歌は花いちもんめ 第1話（1981年）
- 水曜時代劇 / 立花登 青春手控え 第14話「何処へ」（1982年）

#### NTV（日本テレビ）
- 五番目の刑事 第1話「真昼のアスファルト」（1969年） - 果物屋
- だから大好き! 第13話「富士山・サクラ…!?」（1973年）
- 太陽にほえろ!
  - 第28話「目には目を」（1973年）
  - 第42話「知らない街で....」（1973年）
  - 第60話「新宿に朝は来るけれど」（1973年）
  - 第72話「海を撃て!! ジーパン」（1973年）
  - 第79話「鶴が飛んだ日」（1974年）
  - 第80話「女として 刑事として」（1974年）
- ワイルド7 第18話「赤い星を狙え」（1973年） - 船長
- ファイヤーマン 第13話「竜神沼の恐怖」（1973年） - 村人 ※ノンクレジット
- 伝七捕物帳
  - 第11話「紅葉に消えた子守唄」（1973年）
  - 第34話「赤っ鼻の五平危機一発」（1974年）
  - 第89話「情けのかんざし供養」（1975年）
- 水滸伝 第22話「壮絶! 救出大作戦」（1974年） - 父親
- 傷だらけの天使 第3話「ヌードダンサーに愛の炎を」（1974年）
- 愛のサスペンス劇場 / 手紙-殺しへの招待-（1975年）
- 西遊記シリーズ
  - 西遊記
    - 第10話「哀しき王妃 二人の玄娤」（1978年） - 烏鶏国の民
    - 第20話「猛吹雪! 三蔵狂乱」（1979年）
    - 第21話「豚教国 翠蓮王女いざ出陣!」（1979年） - 朱紫国国民

  - 西遊記II 第2話「恐怖! 猿のワクチン」（1979年） - 病人
- 火曜サスペンス劇場
  - 闇を裂く一発（1982年）
  - 致死歩道（1984年）
- 金曜劇場 / 昨日、悲別で 第9話（1984年）

#### KR→TBS
- まぼろし探偵（1959年）
  - 第14話「青銅の仮面」 - 五平
  - 第24話「ウランの秘密（前編）」、第25話「ウランの秘密（後編）」 - 茂平
- 人間の條件 第1話（1962年）
- ブラザー劇場
  - コメットさん 第1期
    - 第6話「地球はわからんちん」（1967年） - 本屋の小父さん
    - 第66話「危機一発 Uターン」（1968年） - 魚屋の主人

  - 若い!先生 第3話「さわやかな金曜日」（1974年） - 池田
  - それ行け!カッチン 第10話「吹雪の中に手をつなげ」（1976年）
- ジャンケンケンちゃん 第15話「野良犬がいく」（1969年）
- 花王 愛の劇場
  - 氷点（1971年）
  - 放浪記 第21話（1974年）
- 天皇の世紀 第1部（1971年）
  - 第1話「黒船渡来」 - 漁民
  - 第10話「攘夷」、第11話「決起」 - 中国人
- ウルトラシリーズ
  - ウルトラマンA（1972年）
    - 第3話「燃えろ! 超獣地獄」 - 隣の夫婦
    - 第26話「全滅! ウルトラ5兄弟」、第27話「奇跡! ウルトラの父」 - 群衆 ※ノンクレジット

  - ウルトラマンタロウ 第49話「歌え!怪獣ビッグマッチ」（1974年） - 秩父の百姓
  - ウルトラマンレオ 第44話「恐怖の円盤生物シリーズ! 地獄から来た流れ星!」（1975年） - 守衛

#### CX（フジテレビ）
- 甲州遊侠伝 俺はども安 第20話（1965年）
- 風来坊 第6話（1968年）
- 宇宙猿人ゴリ→宇宙猿人ゴリ対スペクトルマン→スペクトルマン
  - 第19話「吸血怪獣バクラー現わる!!」（1971年） - 棟梁
  - 第30話「タッグマッチ怪獣恐怖の上陸!!」、第31話「あの灯台を救え!!」（1971年） - 吾助爺さん
  - 第53話「恐怖の鉄の爪」、第54話「打倒せよ!! コンピューター怪獣」（1972年） - 村人
- 一心太助 第6話「白魚献上」（1971年）
- 快傑ライオン丸（1972年）
  - 第15話「エレサンダー 地獄谷の決闘」 - 庄屋
  - 第33話「非情の盗賊 ガメマダラ」 - 農民
- 魔人ハンター ミツルギ（1973年）
  - 第9話「決死の空中戦 怪鳥ベラドン!」 - 避難する町人
  - 第11話「地獄の狛犬 コマンガー!」 - 神主
- 剣客商売（1973年）
  - 第15話「信濃の老虎」
  - 最終話「明日への旅立ち」 - 牛堀道場使用人
- 同心部屋御用帳 江戸の旋風
  - 第2シリーズ
    - 第4話「帰って来た女」（1976年）
    - 第17話「五年目の千鳥橋」（1976年）
    - 第24話「盗人の十手」（1976年）
    - 第28話「十手の重み」（1976年）
    - 第34話「情けの秋祭り」（1976年）
    - 第47話「泣くな、お人よし」（1977年）

  - 第3シリーズ
    - 第7話「鯉のぼりの詩」（1977年）
    - 第15話「左内の嫁さん」（1977年）
    - 第32話「盗っ人のまごころ」（1977年）
    - 第42話「不運な出会い」（1978年）

  - 第4シリーズ
    - 第7話「剣と千羽鶴」（1978年）
    - 第10話「岡っ引の娘」（1979年）
    - 第24話「兄ちゃんがくれた風車」（1979年）

  - 新・江戸の旋風（1980年）
    - 第23話「源兵衛長屋に鶴が来た」
    - 第25話「ひと恋い橋」
    - 第26話「猫が小判を持って来た」
- ご存知!女ねずみ小僧 第1話「夜のお江戸に灯がともる	」（1977年）
- お昼のテレビ小説 / 赤とんぼ（1978年）
- 大空港 第19話「夕陽の銃撃戦!幼い恋人が叫ぶ・その人を撃たないで!」（1978年）
- ふしぎ犬トントン 第12話「カウボーイとお弁当」（1979年）
- 江戸の激斗 第5話「けもの狩り」（1979年）
- 旅がらす事件帖 第5話「お助け米のお通りだぁ」（1980年）
- 時代劇スペシャル
  - 怪盗鼠小僧といれずみ判官（1981年）
  - 八幡鳩九郎（1981年）
  - 怪傑黒頭巾（1981年）
  - 大江戸無頼 河内山宗俊（1982年）
- 同心暁蘭之介
  - 第12話「密会の女」（1981年）
  - 第14話「父子十手」（1982年）

#### NET（テレビ朝日）
- 特別機動捜査隊
  - 第153話「陸の孤島」（1964年） - 酒屋の主人
  - 第420話「女囚」（1969年） - 管理人
  - 第463話「黒い遺言状」（1970年） - 井出
  - 第487話「花咲かぬ春」（1971年） - 焼芋屋
  - 第503話「純愛の海」（1971年） - 職人
  - 第514話「三船刑事を殺（バラ）せ」（1971年） - サンドイッチマン
  - 第528話「その拳銃を追え」（1971年） - ボーイ
  - 第556話「俺には親がいねえんだ!」（1972年） - 今村
  - 第559話「大都会の詩」（1972年） - 亭主
  - 第584話「新鮮な女」（1973年） - 易者
  - 第587話「雑草のような女」（1973年） - おやじ
  - 第634話「豊かなる不幸」（1973年） - 管理人
  - 第636話「つめたい故郷の風」（1974年） - 管理人
  - 第653話「待ちぼうけの女」（1974年） - 寿司屋
  - 第754話「ドキュメント・暴行」（1976年） - 親爺
- 鬼平犯科帳 (松本幸四郎) 第1シリーズ 第46話「しかえし（報復）」（1970年） - 飴屋
- 人形佐七捕物帳（1971年）
  - 第13話「ほおづき大尽」 - 町人
  - 第19話「女虚無僧」 - 刺青師
  - 第26話「怪談・座頭の鈴」 - 船頭
- 緊急指令10-4・10-10 第20話「宇宙から来た暗殺者」（1972年） - 老人
- 荒野の素浪人 第1シリーズ 第52話「流浪 殺しの子守唄」（1972年）
- 変身忍者 嵐 第40話「空を飛ぶ妖怪城!!」（1973年） - 村人
- ジャンボーグA 第34話「死神からの殺人予告電話!」（1973年） - 商店主
- 幡随院長兵衛お待ちなせえ→幡随院長兵衛（1974年）
  - 第10話「男一匹心で勝負」
  - 第17話「大江戸無責任男」
- 破れ傘刀舟悪人狩り 第71話「富くじ殺し札」（1976年）
- 破れ奉行 第9話「暗黒街のふたり」（1977年）
- 達磨大助事件帳 第26話「夕陽の渡り鳥」（1978年）
- 若さま侍捕物帳 第11話「参上!! 恐怖の妖刀」（1978年）
- 鬼平犯科帳 (萬屋錦之介) 第1シリーズ 第17話「見張りの糸」（1980年）
- 土曜ワイド劇場 / 妻のさけびシリーズ 第2作「オフィス妻のさけび」（1985年）
- ただいま絶好調! 第21話「あの歌をもう一度」（1985年）

#### 12ch（テレビ東京）
- プレイガール 第176話「怪談 深幽寺の古井戸」（1972年）
- 大江戸捜査網 第3シリーズ
  - 第138話「大暴れ娘かわら版」（1976年）
  - 第144話「緋牡丹に賭けた恋」（1976年）
  - 第155話「密室殺人事件」（1976年）
  - 第181話「夜桜は死の誘い」（1977年）
  - 第256話「狙われた恐怖の連判状」（1978年）
- UFO大戦争 戦え! レッドタイガー 第17話「開かれた秘密の扉」（1978年）